# 吉田源十郎
吉田 源十郎（よしだ げんじゅうろう、1896年3月20日 - 1958年4月4日）は、高知県出身の日本の漆芸家。

## 来歴
1896年（明治29年）3月20日、高知県安芸町（現安芸市）に生まれる。石井吉次郎（別名、石井士口）に師事し漆芸を学んだ。1919年（大正8年）東京美術学校（現東京芸術大学）漆工科選科修了。
1921年（大正10年）東京の上野で開催された平和博覧会に作品を出品、これが注目を集めた。
以後、1928年（昭和3年）、第9回帝展（現日展）で「麦の棚」が初入選、1930年（昭和5年）第11回展「泉の衝立」および1933年（昭和8年）第14回展「トマトの図棚」が特選受賞、1937年（昭和12年）第1回文展（現日展）および1942年（昭和17年）第5回、1943年（昭和18年）第6回で文展審査員を務め、昭和17年度第6回文展出品作品である「梅蒔絵飾棚」は第2回帝国芸術院賞（現日本芸術院賞）を受賞している。
この間、1937年（昭和12年）には造幣局嘱託も務めていた。
戦後は1946年（昭和21年）に日本漆工会、日本漆文化協会、国産漆奨励会の三団体統合団体となった日本漆工芸会を主宰、自ら会長を務め漆工芸発展に尽力した。1948年（昭和23年）より金沢美術工芸短期大学（現金沢美術工芸大学）教授に就任、また日展の第7回、第12回審査員および参事も務めた。
1955年（昭和30年）第11回日展出品作「花の棚」はソビエト連邦国立美術館（現国立ロシア美術館）所蔵となっている。
1958年4月4日、胃潰瘍により東京都世田谷区の自宅で死去、享年62。

## 制作物
- 「柘榴之図乾漆硯箱」 - 1925年、東京国立近代美術館蔵[6]。
- 「麦の棚」 - 1928年、第9回帝展入選[3]。
- 「海」 - 1929年、第10回帝展出品作[7]。
- 「梟之圖漆皮彫衝立」 - 1930年、第11回帝展特選[7]。
- 「皮蒔繪二曲屏」 - 1931年、第12回帝展出品作[7]。
- 「トマトの図棚」 - 1933年、第14回帝展特選[3]。
- 「南天棚」 - 1936年、東京国立近代美術館蔵[8]。
- 「梅蒔絵飾棚」 - 1942年、第6回文展出品作、第2回日本芸術院賞[3]。
- 「小瑠璃図手箱」 - 1953年[9]。
- 「花の棚」 - 1955年、第11回日展出品作、国立ロシア美術館蔵[2]。
- 「漆南天棚」[2]。